# Nell Zink
Pour les articles homonymes, voir Zink.
Nell Zink, née en 1964 en Californie, est un écrivain américain.

## Biographie
Elle a grandi en Virginie et vit aujourd’hui près de Berlin.

## Œuvres

### Romans
- (en) The Wallcreeper, 2014
- Une comédie des erreurs, Seuil, 2016 ((en) Mislaid, 2015)
- (en) Nicotine, 2016